# Clásica de Ordizia 2017
La 94.ª edición de la Clásica de Ordizia fue una carrera ciclista que se disputó el 25 de julio de 2017 sobre un recorrido de 165,7 kilómetros con inicio y final en Ordizia.
La prueba perteneció al UCI Europe Tour 2017 de los Circuitos Continentales UCI, dentro de la categoría 1.1.
La carrera fue ganada por el corredor ruso Serguéi Shílov del equipo Lokosphinx, en segundo lugar Benjamín Prades (Team Ukyo) y en tercer lugar Dmitry Strakhov (Lokosphinx).

## Equipos participantes
| WorldTeams (2)- Movistar Team - Orica-Scott Equipos continentales profesionales (4)- Caja Rural-Seguros RGA - Delko Marseille Provence KTM - Israel Cycling Academy - Manzana Postobón Equipos continentales (10)- Armée de terre - Burgos-BH - Dare Viator Partizan - Euskadi Basque Country-Murias - Inteja-Dominican - Kuwait-Cartucho.es - Lokosphinx - Massi-Kuwait Cycling Project - Nice Cycling Team - Team Ukyo |
| |

## Clasificaciones finales
- Las clasificaciones finalizaron de la siguiente forma:[1]

| \| Clasificación general \| Clasificación general \| Clasificación general \| Clasificación general \| Clasificación general \| \| Ciclista \| Ciclista \| Equipo \| Tiempo \| \| \| --------------------- \| --------------------- \| ---------------------- \| --------------------- \| --------------------- \| \| 1.º \| Serguéi Shílov \| Lokosphinx \| 3 h 53 min 03 s \| \| \| 2.º \| Benjamín Prades \| Team Ukyo \| + 0 s \| \| \| 3.º \| Dmitri Strajov \| Lokosphinx \| + 0 s \| \| \| 4.º \| José Herrada \| Movistar Team \| + 0 s \| \| \| 5.º \| Robert Power \| Orica-Scott \| + 0 s \| \| \| 6.º \| Jetse Bol \| Manzana Postobón \| + 0 s \| \| \| 7.º \| Jonathan Lastra \| Caja Rural-Seguros RGA \| + 0 s \| \| \| 8.º \| Alexander Vdovin \| Lokosphinx \| + 0 s \| \| \| 9.º \| Adam Yates \| Orica-Scott \| + 0 s \| \| \| 10.º \| Pablo Torres \| Burgos-BH \| + 0 s \| \| |                  |                        |                 |
| |                  |                        |                 |
| Fuente: ProCyclingStats |                  |                        |                 |
| Clasificación general |                  |                        |                 |
| Ciclista | Ciclista         | Equipo                 | Tiempo          |
| 1.º | Serguéi Shílov   | Lokosphinx             | 3 h 53 min 03 s |
| 2.º | Benjamín Prades  | Team Ukyo              | + 0 s           |
| 3.º | Dmitri Strajov   | Lokosphinx             | + 0 s           |
| 4.º | José Herrada     | Movistar Team          | + 0 s           |
| 5.º | Robert Power     | Orica-Scott            | + 0 s           |
| 6.º | Jetse Bol        | Manzana Postobón       | + 0 s           |
| 7.º | Jonathan Lastra  | Caja Rural-Seguros RGA | + 0 s           |
| 8.º | Alexander Vdovin | Lokosphinx             | + 0 s           |
| 9.º | Adam Yates       | Orica-Scott            | + 0 s           |
| 10.º | Pablo Torres     | Burgos-BH              | + 0 s           |

## UCI World Ranking
La Clásica de Ordizia otorga puntos para el UCI Europe Tour 2017 y el UCI World Ranking, este último para corredores de los equipos en las categorías UCI ProTeam, Profesional Continental y Equipos Continentales. Las siguientes tablas son el baremo de puntuación y los corredores que obtuvieron puntos:
| Posición              | 1.ª | 2.ª | 3.ª | 4.ª | 5.ª | 6.ª | 7.ª | 8.ª | 9.ª | 10.ª |
| Clasificación general | 125 | 85  | 70  | 60  | 50  | 40  | 35  | 30  | 25  | 20   |

| 1.º  | Serguéi Shílov   | Lokosphinx             | 125 |
| 2.º  | Benjamín Prades  | Ukyo                   | 85  |
| 3.º  | Dmitry Strakhov  | Lokosphinx             | 70  |
| 4.º  | José Herrada     | Movistar               | 60  |
| 5.º  | Robert Power     | Orica-Scott            | 50  |
| 6.º  | Jetse Bol        | Manzana Postobón       | 40  |
| 7.º  | Jonathan Lastra  | Caja Rural-Seguros RGA | 35  |
| 8.º  | Alexander Vdovin | Lokosphinx             | 30  |
| 9.º  | Adam Yates       | Orica-Scott            | 25  |
| 10.º | Pablo Torres     | Burgos-BH              | 20  |